# شهرستان آشتاراک
شهرستان آشتاراک (ارمنی: Աշտարակի շրջան) یکی از سی و هفت شهرستان در تقسیم‌بندی جمهوری شوروی سوسیالیستی ارمنستان بود. مرکز این شهرستان آشتاراک بود. طبق سرشماری سال ۱۹۸۷ میلادی جمعیت آن بالغ بر ۵۶٬۴۰۰ تن و مساحت آن ۶۹۱٫۸ کیلومتر مربع بود.

## مناطق مسکونی
- آگاراک
- آنتاروت
- آوان
- آرتاشاوان
- آروچ
- بازماغبیور
- بیوراکان
- لرناروت
- کاربی
- کوش
- آغتسک
- موغنی
- غازاراوان
- نور آمانوس
- نور یدسیا
- شامیرام
- ووسکهات
- ووسکواز
- ساغموساوان
- ساسونیک
- اوشی
- اوجان
- پارپی
- اوهاناوان
- اوشاکان
- اورگوو

## نگارخانه

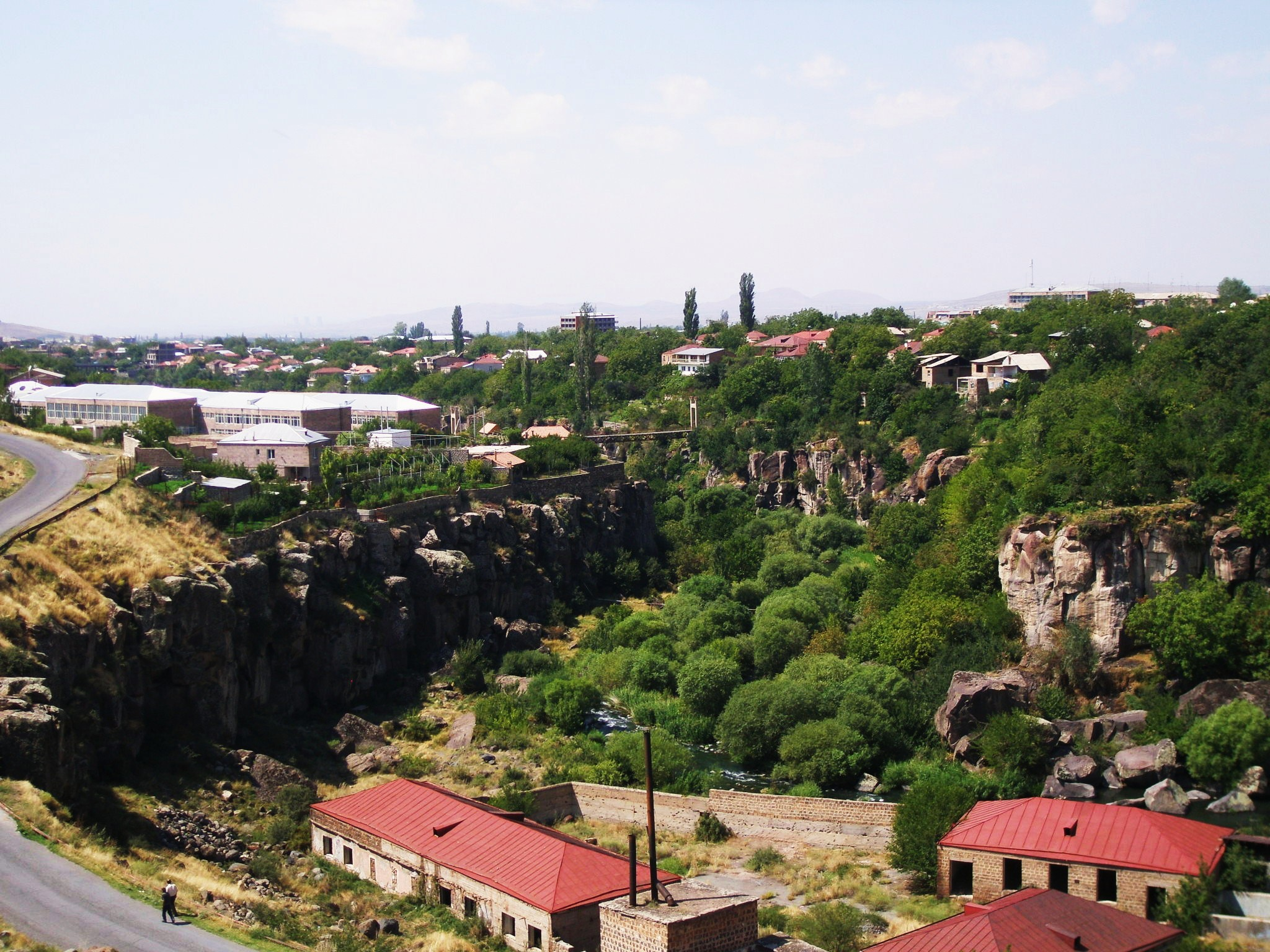
آشتاراک
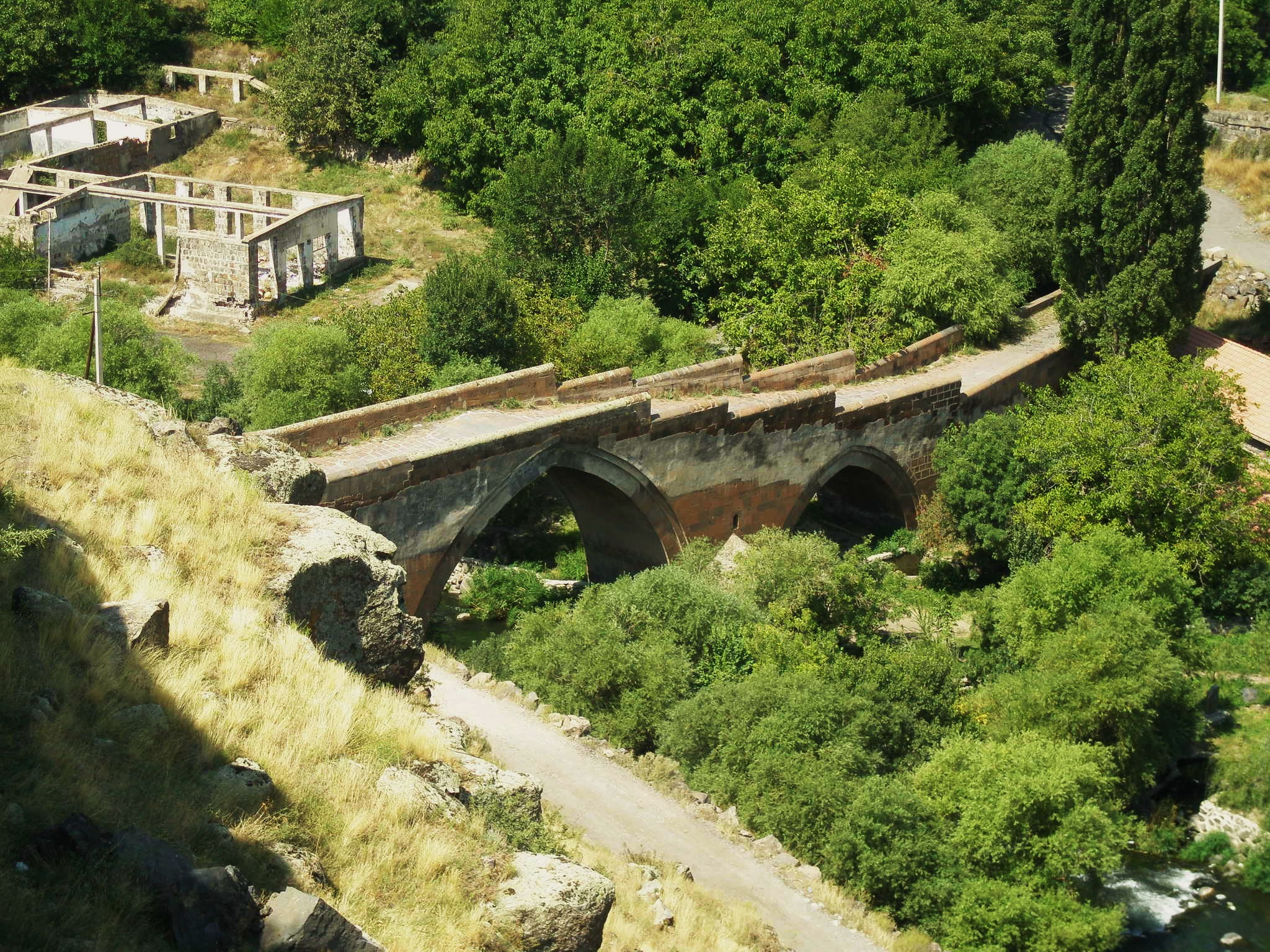
Աշտարակի կամուրջ
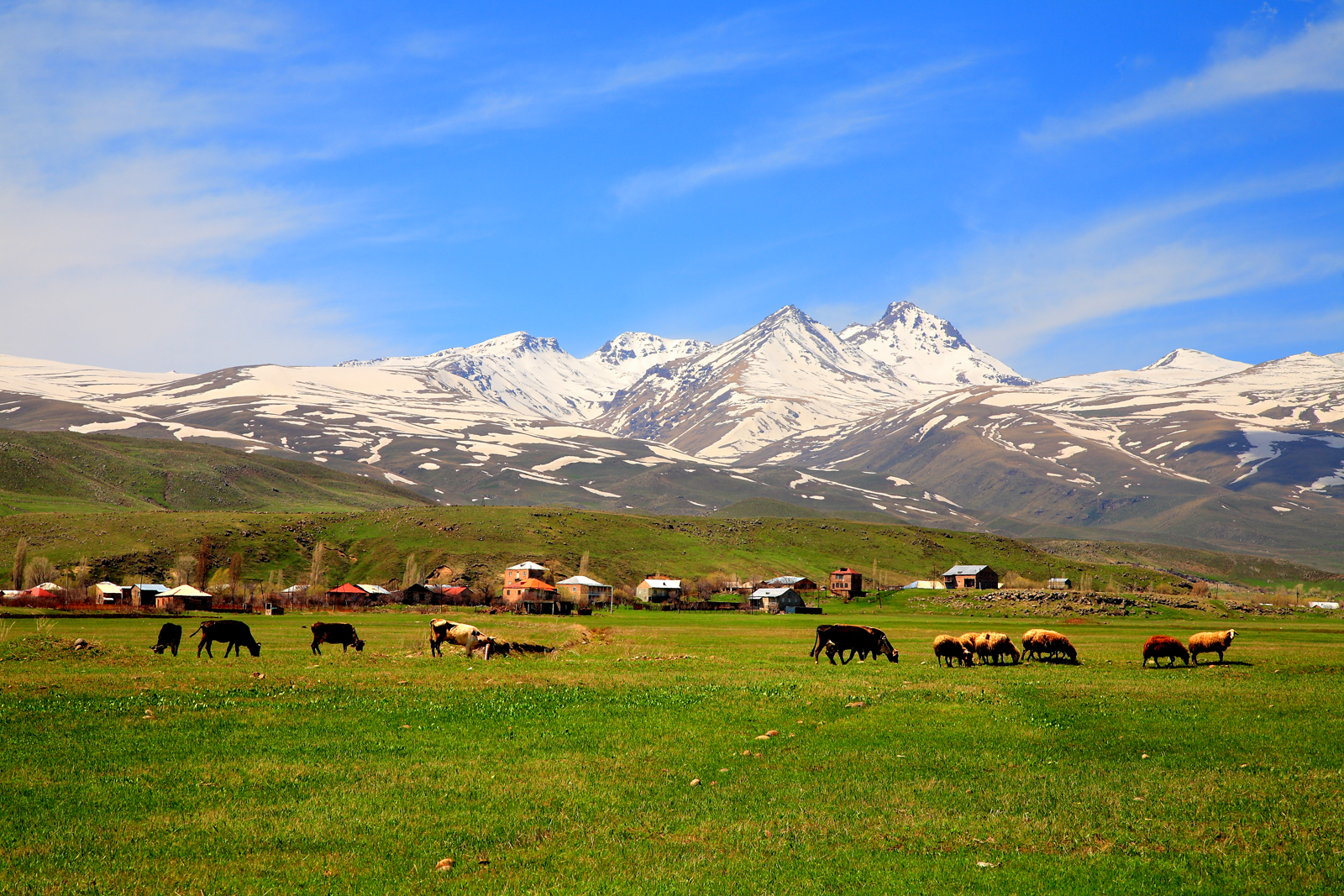
آراگاتس

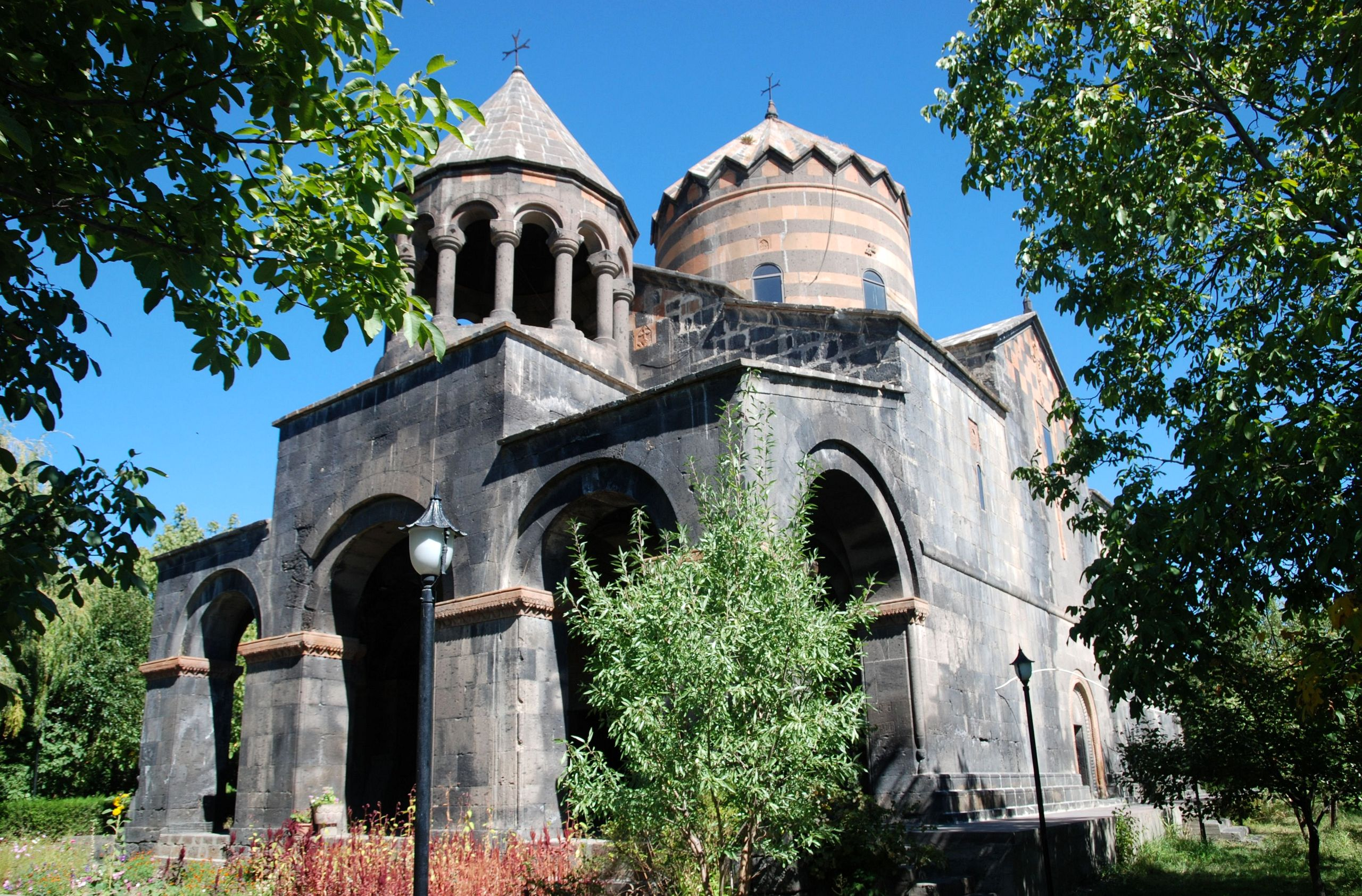
صومعه گئورگ مقدس، موغنی
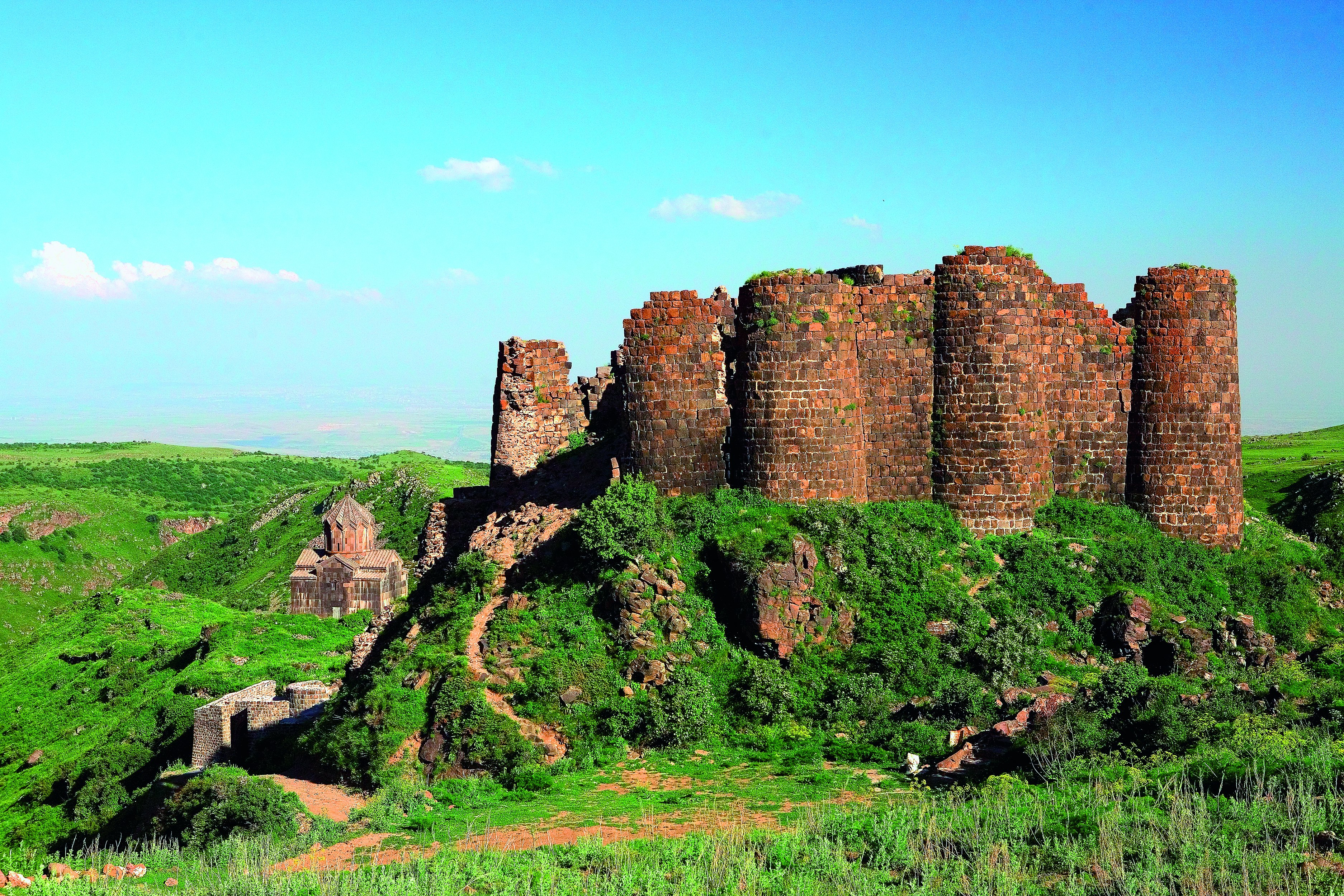
آمبرد և کلیسای واهراماشن
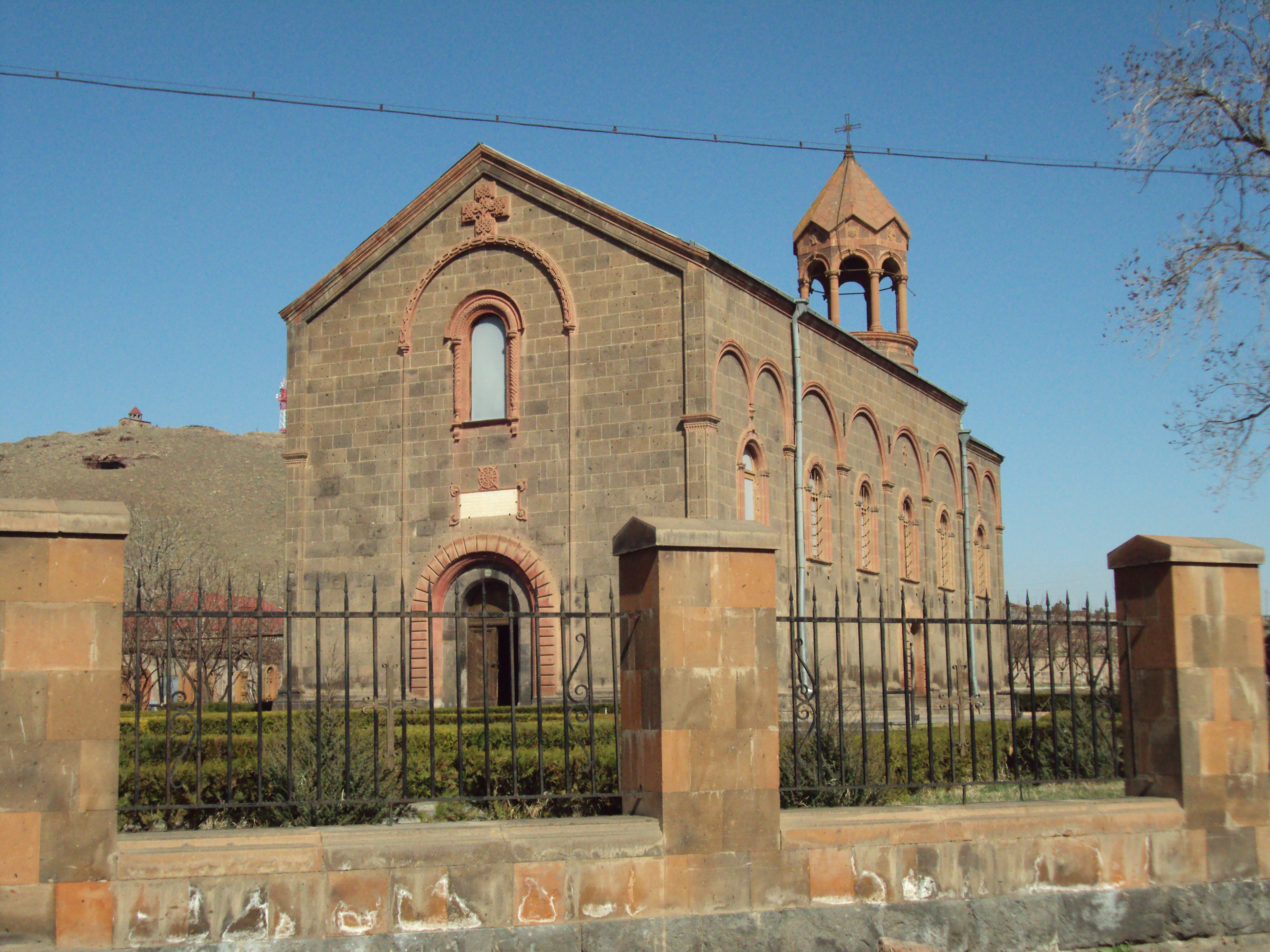
کلیسای جامع مسروب ماشتوتس مقدس